# Toxoproctis deliana
Toxoproctis deliana är en fjärilsart som beskrevs av Van Eecke 1928. Toxoproctis deliana ingår i släktet Toxoproctis och familjen tofsspinnare. Inga underarter finns listade i Catalogue of Life.